# Hippodrome de la Ferté-Vidame
 (avril 2025).
Si vous disposez d'ouvrages ou d'articles de référence ou si vous connaissez des sites web de qualité traitant du thème abordé ici, merci de compléter l'article en donnant les références utiles à sa vérifiabilité et en les liant à la section « Notes et références ».
L'hippodrome de la Ferté-Vidame, également appelé « hippodrome de Pipe-Souris » est un champ de courses situé en pleine forêt, en périphérie de la Ferté-Vidame. Il est situé dans le département d'Eure-et-Loir et en région Centre-Val de Loire.
L'hippodrome de la Ferté-Vidame est l'un des 17 hippodromes de la Fédération des Courses d'Île de France et de Haute Normandie. Il est classé 2e catégorie et accueille des réunions de trot attelé et monté.
Les premières courses ont eu lieu le dimanche 23 septembre 1928 dans l’ancien domaine du roi Louis-Philippe avec une dotation de 2 800 Francs de Prix.

## Infrastructures
Avec sa piste en herbe de 1 025 mètres environ, corde à gauche, l'hippodrome dispose également d'infrastructures permettant d'accueillir les professionnels. Lors de ces réunions, une tribune est montée face à l'arrivée permettant une visibilité sur la piste.
L'hippodrome propose une restauration chaque journée de courses.

## Courses
La piste de l'hippodrome propose deux distances de courses : 2 350 et 2 750 mètres.
L'hippodrome de la Ferté-Vidame permet de parier en PMH (Pari Mutuel Hippodrome) sur les courses se déroulant sur sa piste mais propose également des prises de paris nationaux grâce à son guichet PMU.

## Animations
L'hippodrome propose des animations notamment pour les plus petits, tels des baptêmes de poneys, des sulkyes à pédales, un stand de maquillage ou une structure gonflable.

## Galerie photos

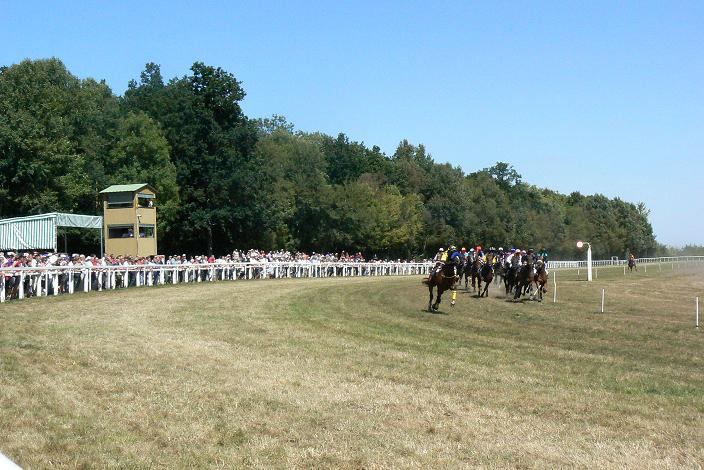
Trot attelé
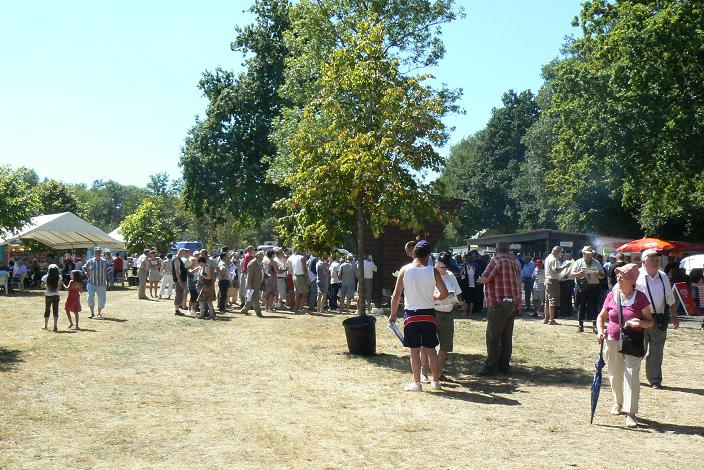
Public
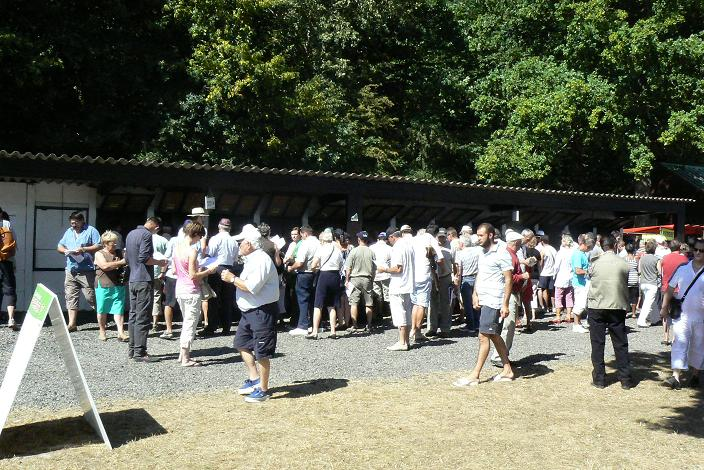
Guichets de paris
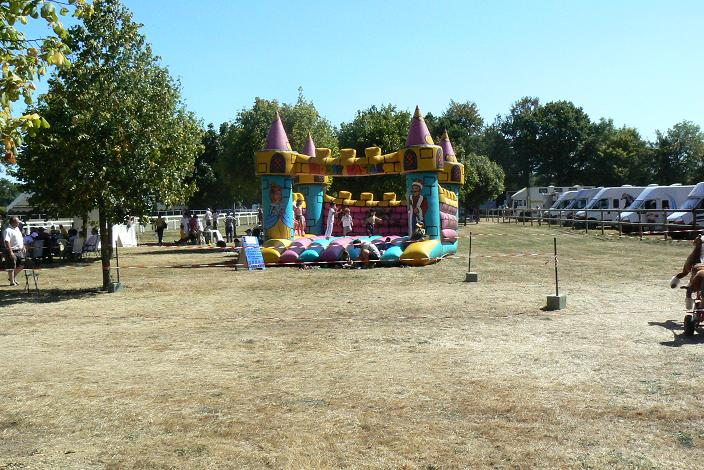
Espace enfants
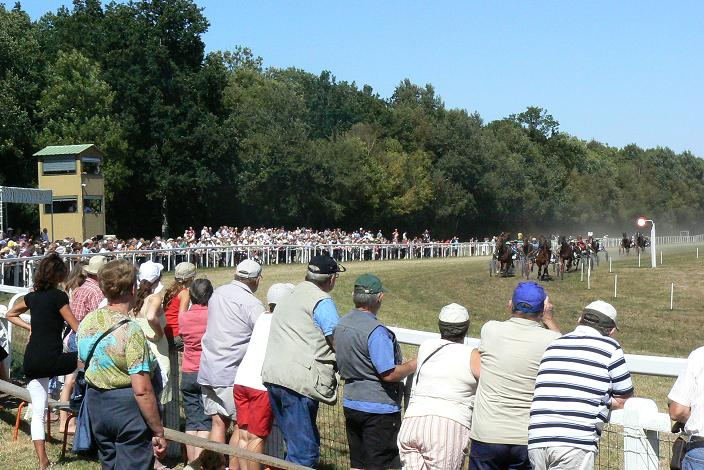
Arrivée
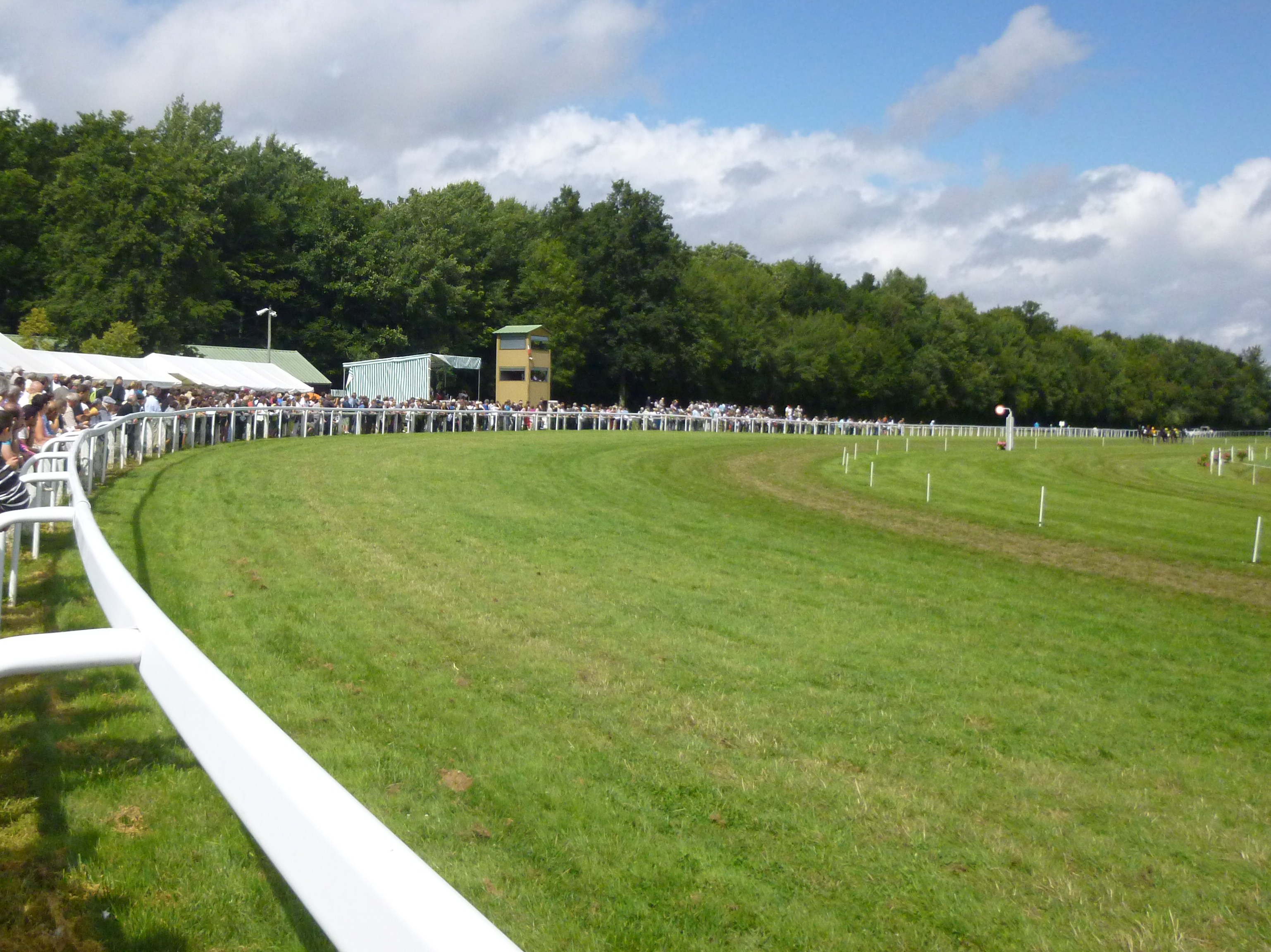
Champ de course

## Calendrier des réunions
L'hippodrome accueille traditionnellement 2 réunions de courses de trot
par an en août :
- Le premier dimanche d'août
- L'avant dernier dimanche d'août

## Accès à l'hippodrome
L'hippodrome se situe à la sortie de la Ferté-Vidame.
- Accès en voiture : D117 en direction de la Chapelle-Fortin
- Accès en train : gare de Verneuil-sur-Avre
- Accès en avion : aéroport de Chartres